# Campeonato de España de Ciclismo Contrarreloj 2020
La XXVII edición del Campeonato de España de Ciclismo Contrarreloj se disputó el 21 de agosto de 2020 en la provincia de Jaén, con inicio en Cazorla y final La Iruela por un recorrido que constó de 45,3 km de recorrido.
Participaron 24 ciclistas.
El ganador de la prueba fue Pello Bilbao del Bahrain McLaren que superó a Luis León Sánchez y a Gorka Izagirre, segundo y tercero respectivamente, ambos del Astana.

## Clasificación final
| \| Clasificación general \| Clasificación general \| Clasificación general \| Clasificación general \| Clasificación general \| \| Ciclista \| Ciclista \| Equipo \| Tiempo \| \| \| --------------------- \| ---------------------------- \| --------------------- \| --------------------- \| --------------------- \| \| 1.º \| Pello Bilbao \| Bahrain McLaren \| 1 h 03 min 32 s \| \| \| 2.º \| Luis León Sánchez \| Astana \| + 36 s \| \| \| 3.º \| Gorka Izagirre \| Astana \| + 1 min 36 s \| \| \| 4.º \| Jaime Castrillo \| Equipo Kern Pharma \| + 3 min 09 s \| \| \| 5.º \| Óscar Rodríguez Garaicoechea \| Astana \| + 3 min 15 s \| \| \| 6.º \| Rubén Fernández Andújar \| Euskaltel-Euskadi \| + 3 min 28 s \| \| \| 7.º \| Vicente García de Mateos \| Aviludo-Louletano \| + 3 min 29 s \| \| \| 8.º \| Roger Adrià \| Equipo Kern Pharma \| + 4 min 10 s \| \| \| 9.º \| Lluís Mas \| Movistar Team \| + 4 min 27 s \| \| \| 10.º \| Gustavo César Veloso \| W52-FC Porto \| + 4 min 39 s \| \| |                              |                    |                 |
| |                              |                    |                 |
| Fuente: ProCyclingStats |                              |                    |                 |
| Clasificación general |                              |                    |                 |
| Ciclista | Ciclista                     | Equipo             | Tiempo          |
| 1.º | Pello Bilbao                 | Bahrain McLaren    | 1 h 03 min 32 s |
| 2.º | Luis León Sánchez            | Astana             | + 36 s          |
| 3.º | Gorka Izagirre               | Astana             | + 1 min 36 s    |
| 4.º | Jaime Castrillo              | Equipo Kern Pharma | + 3 min 09 s    |
| 5.º | Óscar Rodríguez Garaicoechea | Astana             | + 3 min 15 s    |
| 6.º | Rubén Fernández Andújar      | Euskaltel-Euskadi  | + 3 min 28 s    |
| 7.º | Vicente García de Mateos     | Aviludo-Louletano  | + 3 min 29 s    |
| 8.º | Roger Adrià                  | Equipo Kern Pharma | + 4 min 10 s    |
| 9.º | Lluís Mas                    | Movistar Team      | + 4 min 27 s    |
| 10.º | Gustavo César Veloso         | W52-FC Porto       | + 4 min 39 s    |